# برادلي برايس
برادلي برايس (بالإنجليزية: Bradley Pryce)‏ مواليد 15 مارس 1981 في نيوبورت، هو ملاكم محترف ويلزي يصنف ضمن فئة الوزن المتوسط بدأ مسيرته الاحترافية سنة 2001.

## إحصائيات
خاض خلال مسيرته 58 نزالا، فاز في 38 وخسر في 20. فاز بالضربة القاضية في 18 نزالا.

## روابط خارجية
- برادلي برايس على موقع بوكس ريك (الإنجليزية) (registration required)